# Adolf Procházka
Adolf Procházka (5. srpna 1900 Napajedla – 8. května 1970 New York) byl český a československý právník, vysokoškolský učitel a poválečný politik Československé strany lidové; poslanec Prozatímního a Ústavodárného Národního shromáždění, ministr československé vlády a manžel významné lidovecké političky Heleny Koželuhové. V únoru 1948 v době komunistického puče podal spolu s ostatními demokratickými ministry demisi. Po vítězství komunistů uprchl do zahraničí.

## Život
Procházkovým otcem byl soudce a meziválečný senátor lidové strany Adolf Procházka.
Absolvoval klasické gymnázium ve Strážnici a v Olomouci. Vystudoval Právnickou fakultu Masarykovy univerzity v Brně (1924), kde byl jeho spolužákem a kamarádem (mimo jiné) Zdeněk Neubauer. Poté působil jako advokátní koncipient nejdříve v Praze, později v Brně (1929–1932). Od roku 1929 působil jako soukromý docent na Masarykově univerzitě. V roce 1934 se stal mimořádným a v roce 1945 řádným profesorem civilního práva procesního na Masarykově univerzitě. Byl žákem Františka Weyra, kterého – podle svých slov – poznal koncem roku 1919, kdy se stal studentem brněnské právnické fakulty, a zůstal mu nablízku až do roku 1940, do svého odchodu do ciziny, a pak opět v letech 1945 až 1948 (jako jeden z prvních studentů absolvoval na brněnské právnické fakultě kolokvium z Weyrových přednášek o základech filosofie práva). Jako právní teoretik byl přívržencem tzv. normativní právní teorie, o jejíž rozvoj se nemalou měrou zasloužil.
Už v meziválečném období se pokoušel neúspěšně za lidovce kandidovat v parlamentních volbách v roce 1935. Patřil ale k méně aktivním politikům, spíše profilovaným jako odborníci. Po okupaci Československa v roce 1939 odešel do exilu, kde v letech 1942–1945 působil jako předseda právní rady československé exilové vlády v Londýně.
Po osvobození patřil k předním představitelům Československé strany lidové. Byl sice jmenován řádným profesorem na brněnské právnické fakultě, ale věnoval se převážně jen politice. V letech 1945–1946 byl poslancem Prozatímního Národního shromáždění za ČSL. V parlamentních volbách v roce 1946 se stal za lidovce poslancem Ústavodárného Národního shromáždění. Setrval zde formálně do voleb do Národního shromáždění roku 1948. V letech 1945–1948 byl za lidovou stranu rovněž ministrem zdravotnictví v první i druhé vládě Zdeňka Fierlingra a v první vládě Klementa Gottwalda.
V rámci strany se po roce 1945 postupně profiloval jako představitel křídla kritického ke KSČ a odmítajícího ústupky komunistům, přičemž se ale projevoval spíše jako centrista, lavírující mezi stranickou pravicí a středem. Naopak jeho manželka Helena Koželuhová byla nejvýraznější postavou pravicového protikomunistického křídla. Dne 20. února 1948 podal spolu s ostatními demokratickými ministry demisi. Prakticky ihned po komunistickém puči uprchl spolu s manželkou a dětmi za dramatických okolností do zahraničí.

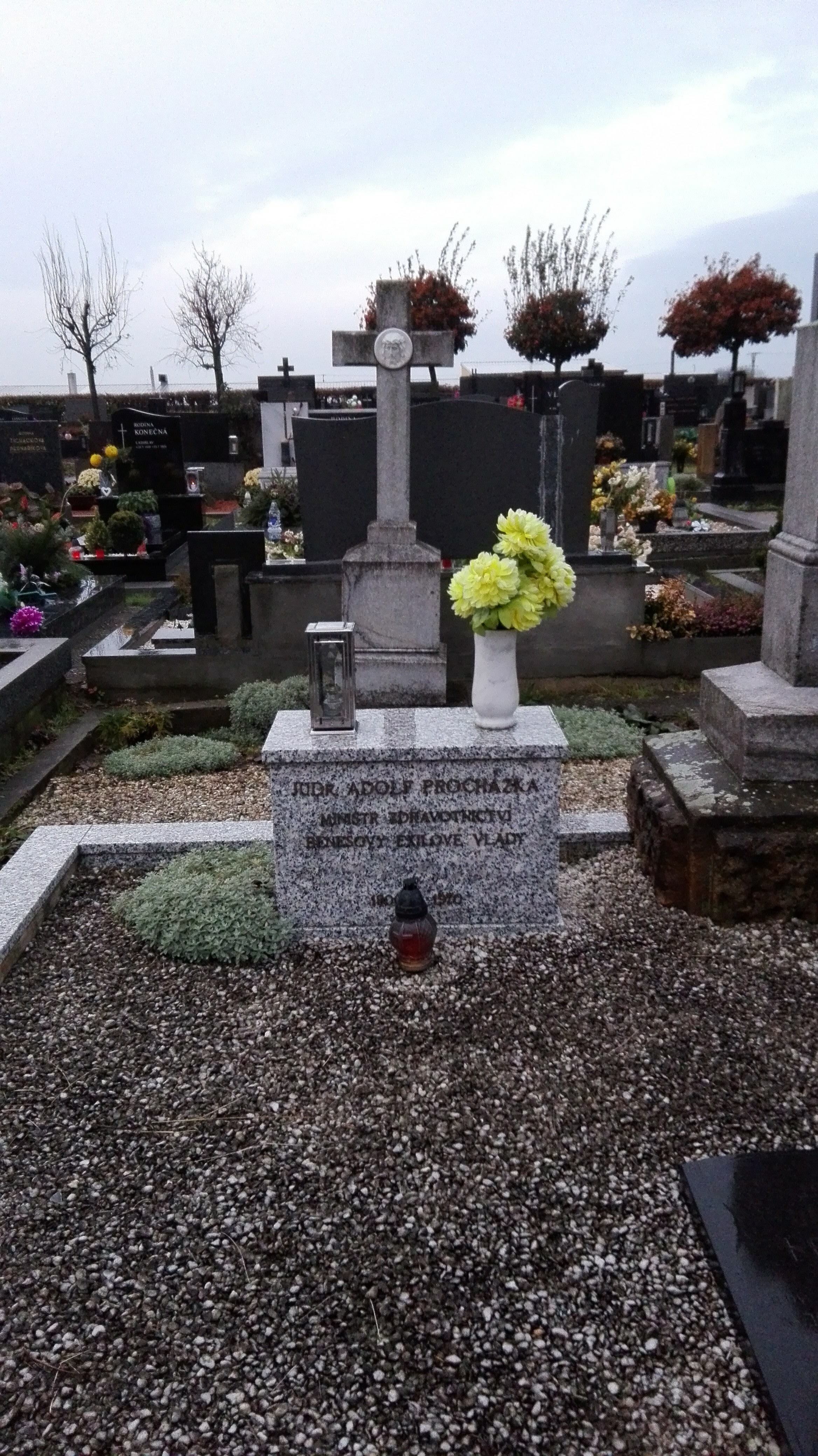
Hrob Adolfa Procházky v Kojetíně

V exilu se zapojil do aktivit exilové lidové strany. Podílel se na založení platformy Křesťansko-demokratická unie střední Evropy (Christian Democratic Union of Central Europe), přičemž od roku 1953 až do své smrti předsedal jejímu exekutivnímu výkonnému výboru. Od roku 1949 byl členem Rady svobodného Československa. V exilu přednášel na mnoha konferencích pořádaných unií v západní Evropě a Jižní Americe a rovněž vydal několik politických a právnických spisů: Christian Democracy in Central Europe (New York 1952), Changes in the Philosophy of Czechoslovak Law since the Prague Coup ďetat of February 1948 (Washington 1953).
Dne 30. října 1930 se v kostele sv. Norberta na Strahově oženil s Helenou Koželuhovou, dcerou Františka Koželuhy a Heleny Čapkové. V exilu se Helena Koželuhová s Procházkou rozešla a angažovala se pak v exilové Československé národní demokracii. Je pohřben v Kojetíně.

## Publikace
- Základy práva intertemporálního se zvláštním zřetelem k § 5 obč. zák. Brno : Barvič a Novotný, 1928. 201 s.
- Právní případ Dra K. Perglera : kritický rozbor. Praha ; Brno : Orbis, 1931. 53 s.
- Žalobní důvod : studie k normativní konstrukci civilního sporného procesu. Praha ; Brno : Orbis, 1932. 100 s.
- Tvorba práva a jeho nalézání. Praha ; Brno : Orbis, 1937. 154 s.
- Lidová strana v Národní frontě. Praha : Výkonný výbor československé strany lidové, 1946. 15 s.